# Smittina protrusa
Smittina protrusa is een mosdiertjessoort uit de familie van de Smittinidae. De wetenschappelijke naam van de soort is voor het eerst geldig gepubliceerd in 1967 door Powell.